# マイアミ映画祭
マイアミ映画祭 （マイアミえいがさい、英：Miami Film Festival ）は、アメリカ合衆国フロリダ州マイアミにて、毎年、開催される映画祭。1983年に創設された。2003年から2016年までは、マイアミ国際映画祭（マイアミこくさいえいがさい、英：Miami International Film Festival ）と称していた。